# Bernd Ostmann

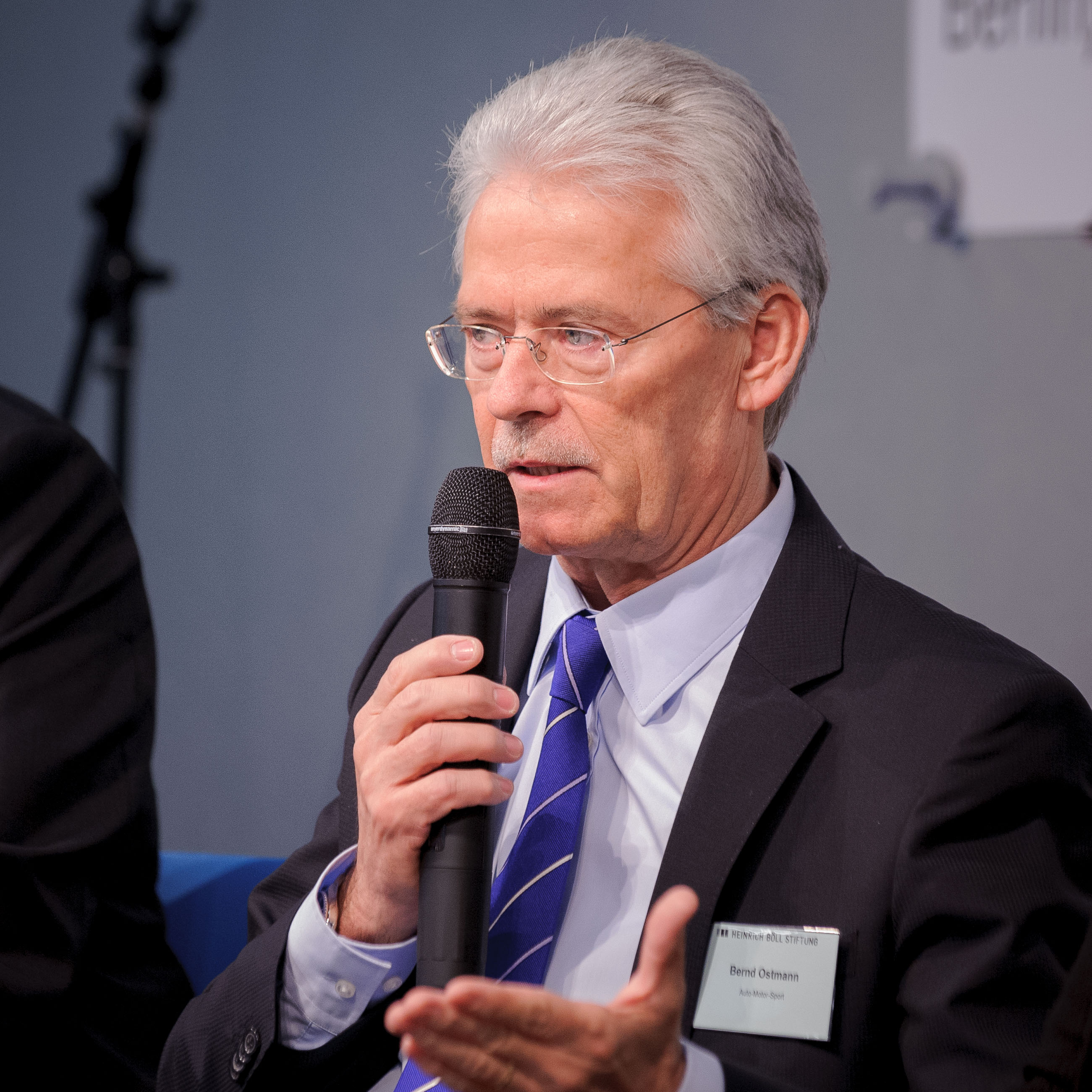
Bernd Ostmann, 2013

Bernd Ostmann (* 13. April 1951) ist ein deutscher Motorjournalist und war von 1994 bis 2012 Chefredakteur der Zeitschrift auto motor und sport.

## Karriere
Nach einem Ingenieursstudium wurde Ostmann 1976 für auto motor und sport tätig. Er stieg 1991 zum stellvertretenden Chefredakteur und 1994 schließlich zum Chefredakteur der Zeitschrift auf. Nachdem er 2011 zum redaktionellen Gesamtleiter des Geschäftsbereichs Automobil bei der Motor Presse Stuttgart aufstieg, wurde er ein Jahr später zum Herausgeber der Zeitschrift.
Von 1996 bis 2001 war er zusätzlich Chefredakteur der Motor Klassik.

## Veröffentlichungen (Auswahl)
- (zusammen mit Christian Geistdörfer): Wie lenkt man einen Rallye-Weltmeister. Tips und Tricks des weltbesten Beifahrers, Stuttgart 1982.
- Die Geschichte des Automobils, Stuttgart 2011.
- Alternative Antriebe : so fahren wir in die Zukunft, Stuttgart 2011.